# مایکل هافل
مایکل هافل (انگلیسی: Michael Hefele؛ زادهٔ ۱ سپتامبر ۱۹۹۰) بازیکن فوتبال اهل آلمان است.
از باشگاه‌هایی که در آن بازی کرده‌است می‌توان به باشگاه فوتبال گروتر فورث، باشگاه فوتبال دینامو درسدن، و باشگاه فوتبال هادرزفیلد تاون اشاره کرد.